# Брачна постеља
„Брачна постеља“ је југословенски ТВ филм из 1968. године. Режирао га је Миленко Маричић према делу Јана де Хартога.

## Улоге
| Глумац              | Улога |
| ------------------- | ----- |
| Бранко Плеша        |       |
| Радмила Радовановић |       |